# Emil Zátopek
Emil Zátopek (Kopřivnice, 19 settembre 1922 – Praga, 22 novembre 2000) è stato un mezzofondista e maratoneta cecoslovacco.
In carriera ha conquistato quattro medaglie d'oro e una d'argento ai Giochi olimpici. Zátopek fu anche il primo atleta a infrangere la barriera dei 29 minuti sui 10000 m piani (nel 1954); tre anni prima, nel 1951, era sceso sotto l'ora nei 20 km.

## Biografia
Nato nel 1922, Emil Zátopek si presentò al mondo dell'atletica internazionale ai Giochi olimpici di Londra 1948, dove vinse i 10000 m (alla sua seconda gara su quella distanza) e arrivò secondo dietro al belga Gaston Reiff nei 5000 m piani.

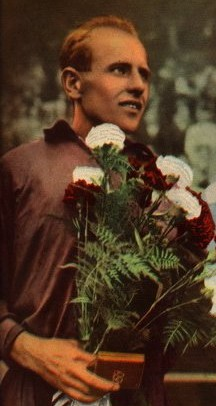
Emil Zátopek sul podio olimpico del 1952, dopo aver vinto l'oro in maratona

L'anno seguente, Zátopek infranse il record mondiale dei 10000 m due volte, migliorandolo in altre tre occasioni nei quattro anni seguenti. Ottenne il primato mondiale anche nei 5000 m (1954), nei 20000 m (due volte nel 1951), nell'ora (due volte nel 1951), nei 25000 m (1952 e 1955) e nei 30000 m (1952).
La sua fama è legata principalmente alla straordinaria impresa realizzata ai Giochi olimpici del 1952 di Helsinki, durante i quali vinse tre medaglie d'oro nell'atletica leggera. Dopo aver primeggiato nei 5000 m e nei 10000 m piani, conquistò la terza medaglia nella maratona, gara in cui decise di competere all'ultimo minuto e che disputava per la prima volta in carriera. In ognuna di queste gare stabilì anche il record olimpico.
Vinse i 5000 m e i 10000 m piani ai campionati europei del 1950 e i 10000 m nell'edizione successiva. Due settimane prima dei Giochi olimpici del 1956, Zátopek venne operato per un'ernia, ciononostante gareggiò regolarmente finendo sesto. Zátopek si ritirò dall'atletica nella stagione seguente.
Zátopek era noto per ansimare pesantemente mentre correva, e questa caratteristica divenne il suo marchio di fabbrica. Come conseguenza venne soprannominato la locomotiva. (Quasi come il ciclista Learco Guerra "La locomotiva umana").
Considerato un eroe nel Paese d'origine, Zátopek fu una figura influente del Partito Comunista. Appoggiò l'ala democratica del partito e dopo la Primavera di Praga e il susseguente intervento sovietico, venne rimosso da tutti gli incarichi e costretto a lavorare in una miniera di uranio. Morì a Praga, dopo una lunga malattia, all'età di settantotto anni.
Sua moglie Dana Zátopková (nata esattamente lo stesso giorno del marito) fu anch'essa un'atleta di tutto rispetto. Nella specialità del lancio del giavellotto vinse la medaglia d'oro ai Giochi olimpici del 1952 (nello stesso giorno e momento in cui il marito vinse la medaglia d'oro nei 5000 m), quella d'argento ai Giochi olimpici di Roma 1960 e due titoli europei nel 1954 e nel 1958.

### Le sfide olimpiche con Alain Mimoun
Per tre Olimpiadi consecutive il mondo sportivo ha assistito alla sfida olimpica tra il cecoslovacco Emil Zátopek e il suo eterno rivale, il francese Alain Mimoun (il duello è stato oggetto anche di una puntata di Sfide andata in onda su Rai 3).
Zátopek trionferà nel 1952 ai Giochi olimpici di Helsinki davanti a Mimoun nei 5000 m e 10000 m piani, vincendo poi il suo terzo oro nella maratona. I due non sono più giovanissimi, Zátopek ha trent'anni, che all'epoca sono un'età avanzata anche per un mezzofondista, Mimoun è addirittura un anno più vecchio. Quattro anni prima a Londra 1948, il francese si dovette accontentare della medaglia d'argento nei 10000 m piani. Dovrà aspettare altri quattro anni, per vincere la sua prima medaglia d'oro ai Giochi olimpici di Melbourne 1956 nella maratona, gara nella quale Zátopek chiuse al sesto posto.

### Morte
Morì nel 2000 e venne sepolto nel Museo all'aperto della Valacchia di Rožnov pod Radhoštěm.
L'8 marzo 2012 fu incluso nella IAAF Hall of Fame.

## Palmarès

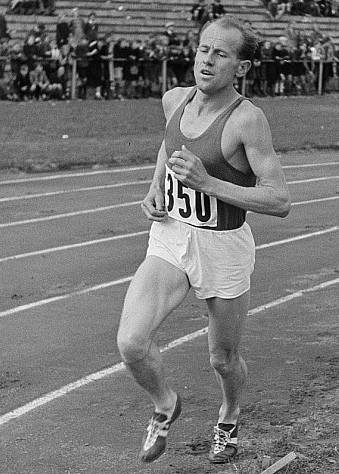
Emil Zátopek a Lipsia nel 1951

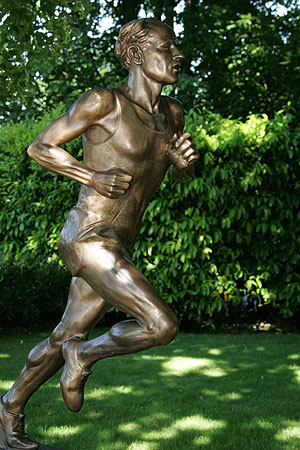
Scultura dedicata a Emil Zátopek nel Museo olimpico di Losanna

| Anno | Manifestazione  | Sede      | Evento        | Risultato | Prestazione | Note            |
| ---- | --------------- | --------- | ------------- | --------- | ----------- | --------------- |
| 1946 | Europei         | Oslo      | 5000 m piani  | 5º        | 14'25"8     |                 |
| 1948 | Giochi olimpici | Londra    | 5000 m piani  | Argento   | 14'17"8     |                 |
| 1948 | Giochi olimpici | Londra    | 10000 m piani | Oro       | 29'59"6     | Record olimpico |
| 1950 | Europei         | Bruxelles | 5000 m piani  | Oro       | 14'03"0     |                 |
| 1950 | Europei         | Bruxelles | 10000 m piani | Oro       | 29'12"0     |                 |
| 1952 | Giochi olimpici | Helsinki  | 5000 m piani  | Oro       | 14'06"6     | Record olimpico |
| 1952 | Giochi olimpici | Helsinki  | 10000 m piani | Oro       | 29'17"0     | Record olimpico |
| 1952 | Giochi olimpici | Helsinki  | Maratona      | Oro       | 2h23'03"2   | Record olimpico |
| 1954 | Europei         | Berna     | 5000 m piani  | Bronzo    | 14'10"2     |                 |
| 1954 | Europei         | Berna     | 10000 m piani | Oro       | 28'58"0     |                 |
| 1956 | Giochi olimpici | Melbourne | Maratona      | 6º        | 2h29'34"    |                 |

## Campionati nazionali
1945
- Oro ai campionati cecoslovacchi, 5000 m piani - 14'50"8

1946
- Oro ai campionati cecoslovacchi, 5000 m piani - 14'48"0

1947
- Oro ai campionati cecoslovacchi, 5000 m piani - 14'26"0

1948
- Oro ai campionati cecoslovacchi, 5000 m piani - 14'21"0

1949
- Oro ai campionati cecoslovacchi, 10000 m piani - 29'28"2

1950
- Oro ai campionati cecoslovacchi, 5000 m piani - 14'11"6

1952
- Oro ai campionati cecoslovacchi, 5000 m piani - 14'17"6
- Oro ai campionati cecoslovacchi, 10000 m piani - 30'28"4

1953
- Oro ai campionati cecoslovacchi, 5000 m piani - 14'11"4
- Oro ai campionati cecoslovacchi, 10000 m piani - 30'53"6

1954
- Oro ai campionati cecoslovacchi, 5000 m piani - 14'24"8

1957
- Argento ai campionati cecoslovacchi, 10000 m piani - 29'45"2

## Altre competizioni internazionali
1950
- Oro al Turku International Meeting ( Turku), 10000 m piani - 29'02"6

1953
- Oro alla Corrida Internacional de São Silvestre ( San Paolo), 7,3 km - 20'30"

1954
- Oro nell'incontro internazionale Cecoslovacchia-Francia ( Colombes), 5000 m piani - 14'28"1

1958
- Oro al Cross de San Sebastián ( San Sebastián) - 39'54"3